# 木村実 (国土交通官僚)
木村 実（きむら みのる）は、日本の国土交通官僚。金沢市都市政策部次長、国土交通省大臣官房審議官、内閣官房内閣審議官などを経て、国土交通省国土政策局長を務めた。

## 人物・経歴
新潟県小千谷市出身。1989年長岡技術科学大学大学院工学研究科建設工学専攻修了、国土庁入庁。1995年国土庁計画・調整局総務課国土情報整備室課課長補佐。
1996年金沢市都市政策部交通対策課長・新交通システム対策室長。1998年金沢市都市政策部担当次長・企画調整課長・広域交流室長・広域交通整備推進室長。
2001年国土交通省国土計画局総合計画課課長補佐、内閣府民間資金等活用事業推進室参事官補佐。2003年国土交通省国土計画局総務課企画官。2005年国土交通省大臣官房総務課企画専門官。同年国土交通省国土計画局総務課企画官。2008年国土交通省大臣官房人事課企画官。
2010年国土交通省国土計画局広域地方整備政策課大都市圏制度企画室長。2011年国土交通省不動産・建設経済局不動産業課不動産業指導室長。2012年内閣官房内閣参事官（内閣官房副長官補付）、内閣官房東日本大震災復興対策本部参事官、復興庁統括官付参事官（原子力災害復興班 （制度））。
2015年国土交通省土地・建設産業局建設市場整備課長。2017年国土交通省国土政策局総合計画課長。2018年国土交通省国土政策局総務課長。2019年民間資金等活用事業推進機構執行役員。
2021年国土交通省大臣官房審議官（総合政策局、国際統括室）、内閣官房内閣審議官（内閣官房副長官補付）、内閣官房オリンピック・パラリンピックレガシー推進室審議官。2022年国土交通省国土政策局長。2023年退官。2024年東京海上日動火災保険顧問、助太刀取締役。趣味はゴルフ、書道。